# 이치카와 곤
이치카와 곤(일본어: 市川 崑, 1915년 11월 20일~2008년 2월 13일)은 일본 영화 감독이다.
오락 영화에서 실험 영화, TV 시대극 드라마까지 폭넓은 분야에서 활동했으며, 쇼와의 일본 영화 황금기부터 21세기 초반까지 영화 제작 제일선에서 활동했다. 대표작으로 《버마의 하프》, 《남동생》. 《들불》. 《도쿄 올림픽》, 《이누가미 일족》, 《세설》 등이 있다.

## 주요 감독 작품

### 영화
- 1959년 《들불》
- 1965년 《남동생》
- 1965년 《도쿄 올림픽》
- 1976년 《이누가미 일족》
- 1983년 《세설》
- 1985년 《버마의 하프》
- 1994년 《47인의 자객》
- 2006년 《이누가미 일족》